# Georgi Kasabov Milev
Georgi Kasabov Milev, (in bulgaro Георги Касабов Милев?), detto Geo Milev (Radnevo, 15 gennaio 1895 – Sofia, 15 maggio 1925), è stato un poeta, critico letterario, pittore e redattore bulgaro.
A ventidue anni, durante la prima guerra mondiale, fu trovato vivo tra i cadaveri dei suoi compagni vicino a Doiran, gravemente ferito alla testa. Perse l'occhio destro e fu sottoposto a undici operazioni del viso.
Nel poema Settembre (1924), raccontò la sconfitta della rivolta degli operai e dei contadini organizzata dal Partito Comunista Bulgaro nel 1923. Per questo poema fu processato e condannato a un anno di reclusione il 14 maggio 1925. Uscì di casa il 15 maggio 1925 con un agente della sicurezza, ma sparì senza lasciar tracce e di lui non si seppe più nulla.
Il suo occhio di vetro fu trovato nel 1954 in una fossa comune.

## Poesie

### Gennaio (1920)
In questo giorno, tra i denti gelidi del freddo, si smorza trattenuto

l'ultimo urlo delle bufere di neve. L'Orsa Maggiore rabbrividisce

irrigidita, bianca, di ghiaccio; tra i suoi denti sfavillanti trovo il

disco spezzato della Stella Polare.

Silenzio e immobilità sul ghiaccio azzurro; sotto le albe impassibili

dell'Aurora Boreale.

Sulla soglia del mio destino sta il vecchio Acquario: il flusso

ininterrotto del mio destino che egli fa sgorgare - si è agghiacciato -

il destino mio.

In questo giorno sono nato io e il mio cuore neonato, ad un tratto, si è

raggelato: un pezzo di ghiaccio, enorme e lucido.

Io credevo che un angelo soave e trasparente avesse portato con le sue dita

delicate il mio cuore - lontano dai beati orizzonti. Egli non è giunto: è

morto il mio tenero cuore tra gli artigli gelidi del ghiaccio.

In questo giorno sono nato io. Il mio cuore si è raggelato: un pezzo di

ghiaccio, enorme e lucido.

Non amo io. Il mio cuore è di ghiaccio - una pietra - spietato - come il

ferro. Non amo niente e nessuno. Non amo!

Oh, libro delle inimicizie!

Io strappo e prendo in mano il mio cuore - una pietra enorme e gelida - in

attesa - pronto a combattere!

Guai alle fronti fragili!»